# جیمز ای. بیرد پدر
جیمز ای. بیرد پدر (به انگلیسی: James A. Bayard, Sr.) سناتور سابق عضو حزب دموکرات ایالات متحده آمریکا بود. وی در سال ۱۸۰۴ تا ۱۸۱۳ میلادی سناتور ایالت دلاویر در سنای ایالات متحده آمریکا بود.